# Paraselotis pelochroa
Paraselotis pelochroa är en fjärilsart som beskrevs av Antonius Johannes Theodorus Janse 1960. Paraselotis pelochroa ingår i släktet Paraselotis och familjen stävmalar. Inga underarter finns listade i Catalogue of Life.